# Referéndum de independencia del Kurdistán iraquí de 2017
El referéndum de independencia del Kurdistán iraquí de 2017 se celebró el 25 de septiembre en la región autónoma del Kurdistán iraquí, en la República de Irak. El referéndum tiene por objeto la creación o no de un Estado soberano en la región kurda.
El controvertido proceso electoral no cuenta con autorización del gobierno de Irak y no ha sido reconocido por otros países. Los gobiernos de Siria, Turquía, Irán y recientemente Estados Unidos se mostraron en contra del proceso, porque lo consideran un ataque directo a la unidad de Irak y una amenaza para la estabilidad de Oriente Medio.
Geográficamente el referéndum se llevará a cabo en la región iraquí del autodenominado Gran Kurdistán. Además también se considerarán los votos emitidos en las provincias y distritos iraquíes que no pertenecen a la región autónoma, pero que fueron anexados por ella desde la Guerra Civil Iraquí.
A pesar de que el gobierno kurdo y el iraquí han trabajo conjuntamente en operaciones militares y movilización de refugiados especialmente en la batalla de Mosul, el presidente kurdo Masud Barzani el 7 de junio celebró una reunión con otros altos funcionarios del Partido Demócrata del Kurdistán (PDK) quienes en su mayoría también forman parte del gobierno; también hubo participación de otros partidos y organizaciones políticos como el Kurdistán (KIM), el Partido de los Trabajadores del Kurdistán, el Partido de los Trabajadores y los Trabajadores del Kurdistán, el Partido de Reforma y Desarrollo del Kurdistán, la Lista de Turkmenistán de Erbil, el Frente Turkmeno de Irak, el Partido de Desarrollo de Turkmenistán, la Lista Armenia en el Parlamento del Kurdistán, el Movimiento Democrático Asirio y el Consejo Popular Siríaco Caldeo Asirio, todos en Erbil, donde se confirmó que el referéndum de la independencia se celebraría el 25 de septiembre de 2017.
El 10 de julio de 2017, el gobierno iraquí declaró la victoria sobre el Estado Islámico de Irak y el Levante en Mosul, la victoria en dicha ciudad posibilitó indirectamente el allanamiento del camino para el referéndum.

## Organización
El referéndum se realizó el 25 de septiembre, los resultados se darán a conocer cuando se termine de contar los votos, además los lugares de votación contará con la protección de los Peshmerga, también se informó que hay batallones de peshmergas listos para responder ante eventuales ataques terroristas de grupos yihadistas o intentos de invasión por parte de estados limítrofes incluyendo al gobierno de Irak.

### Votación
La votación estuvo disponible en los idiomas kurdo, árabe, turco y siríaco y presentó la pregunta ¿Quieres que la región del Kurdistán y las zonas de Kurdistán fuera de la administración de la región se conviertan en un Estado independiente?

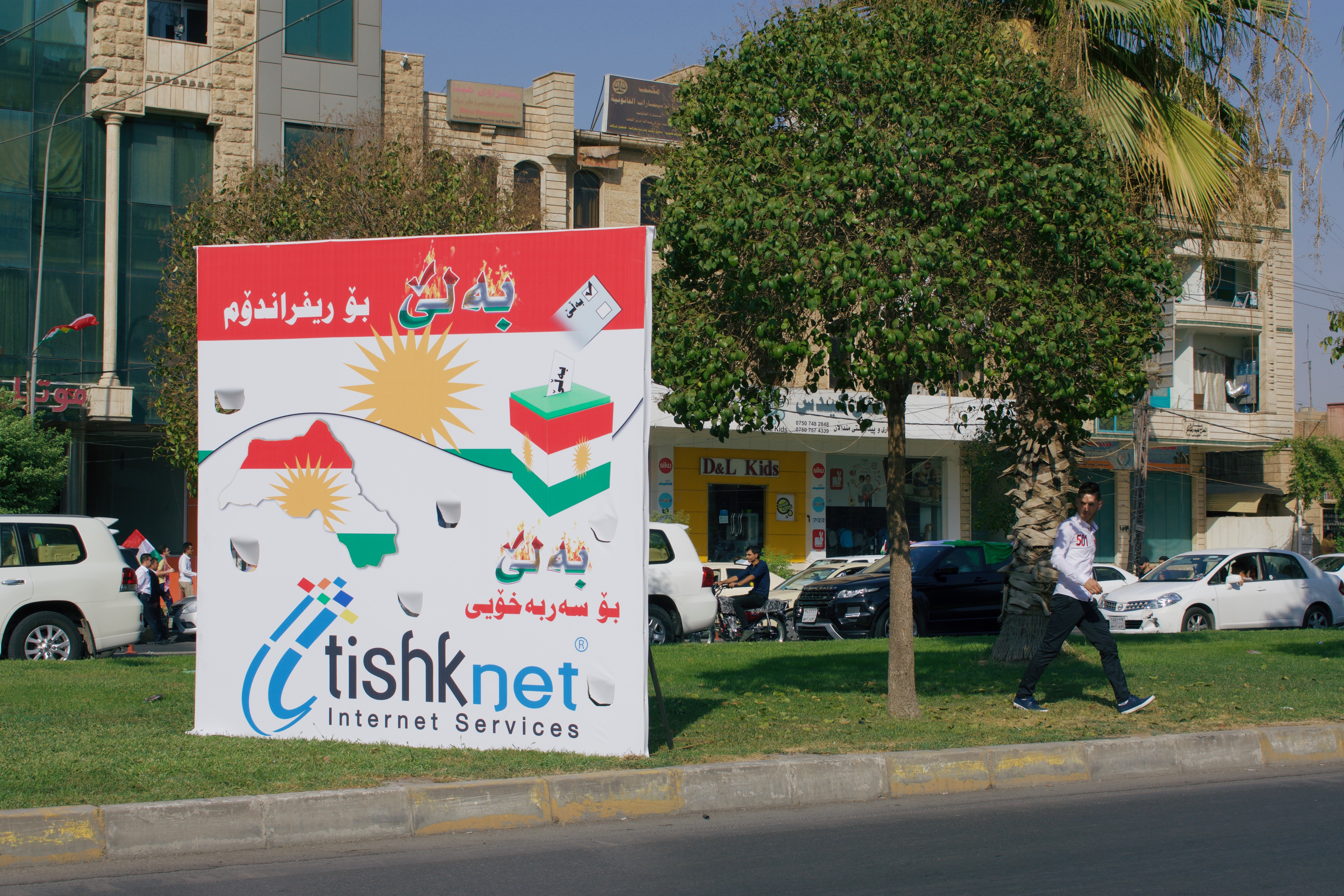
Propaganda invitando a participar en el referéndum.

### Medios de comunicación
Medios kurdos acusaron al Partido de la Justicia y el Desarrollo de Turquía y a otros medios alternativos de crear "falsas noticias" que dicen que el referéndum kurdo es parte del polémico plan sionista de Israel para desestabilizar Oriente Medio:

[Masud] Barzani y los judíos kurdos están listos para instalar 200.000 judíos provenientes de Israel en la región si el Kurdistán se independiza
Extracto de un diario local perteneciente al PJD de Turquía.

## Respuesta

### Respuesta dentro de Irak

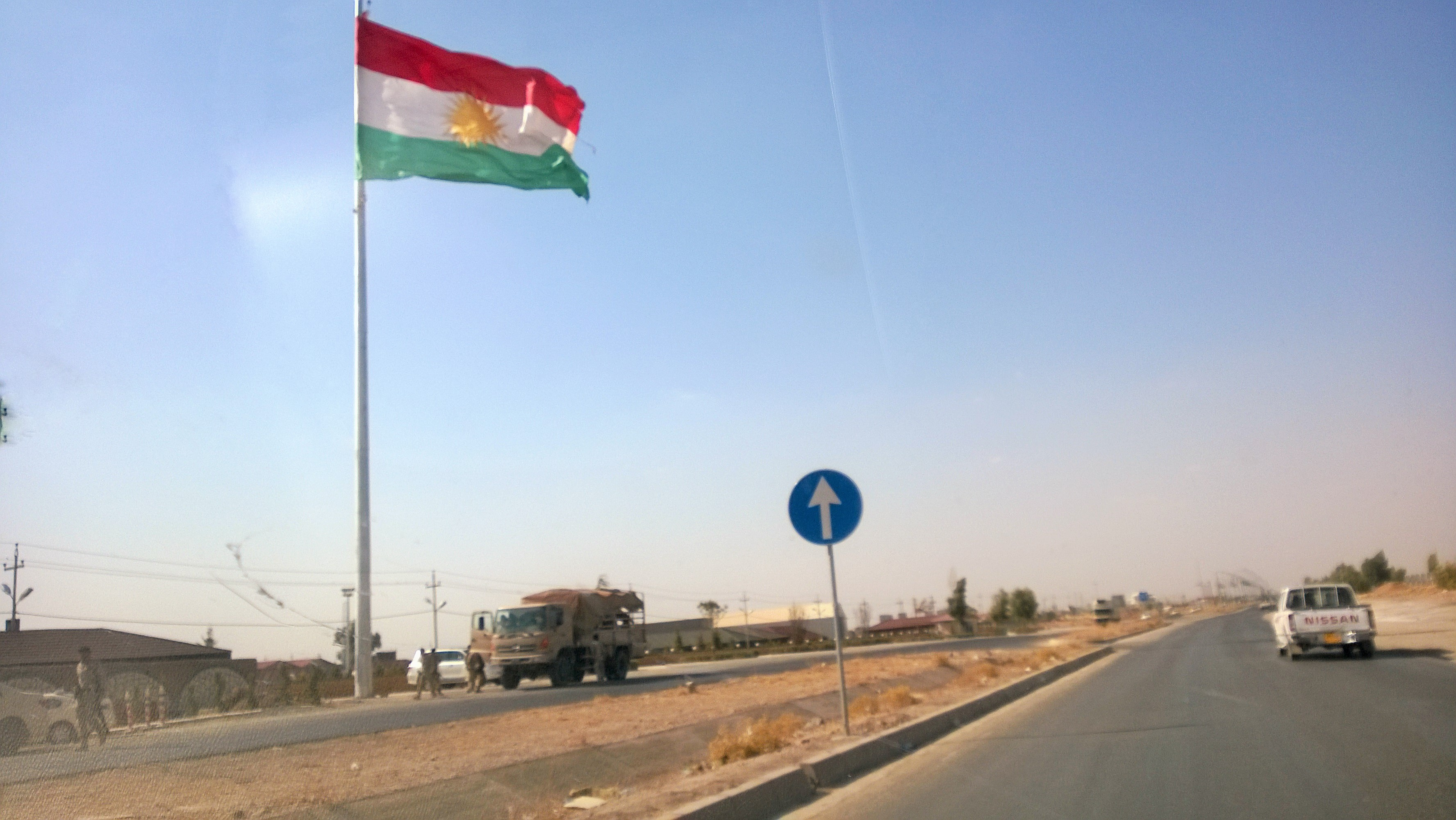
El gobierno kurdo ocupa varias zonas que formalmente no pertenecen al Kurdistán iraquí como es el caso de Kirkuk, ciudad arrebatada al Estado Islámico de Irak y el Levante por los kurdos pero que pertenece al gobierno federal de Irak, es uno de las principales motivos por el cual Irak no reconoce el referéndum.

El gobierno federal de la República de Irak desde el anuncio del referéndum se ha negado a aceptar la aplicación de este alegando que esto provocará la ruptura de Irak como un Estado federal. El 12 de septiembre el parlamento iraquí pidió al Gobierno Regional del Kurdistán aplazar la fecha del referéndum además de expresar su ilegalidad.
Algunos grupos políticos y militares kurdos tanto pro-Bagdad como pro-independencia se mostraron inconformes a la situación porque opinan que el actual presidente kurdo Masud Barzani está pensando en sus intereses y no en los del pueblo kurdo al realizar el referéndum durante una etapa muy crítica de estabilidad. Pequeños grupos asirios, cristianos, sunnitas se mostraron a favor de la postura del gobierno de Irak.

### En contra
Todos los países de Oriente Medio, salvo Israel, se mostraron en contra del referéndum, Turquía e Irán han cerrado sus fronteras hacia Kurdistán, estos dos últimos junto a Irak manifestaron que intervendrán militarmente si la situación en el Kurdistán iraquí mostraba peligro a sus intereses nacionales. Por su parte, el gobierno sirio de Bashar al-Asad también se ha mostrado en contra del referéndum y ha pedido a los sirios kurdos no dejarse llevar por estas "situaciones pasionales" que solo benefician a los intereses extranjeros. Estados Unidos, que en un principio apoyaba el referéndum, ha decidido quitar su apoyo político al Kurdistán. Arabia Saudita ha pedido a las autoridades kurdas no validar los comicios electorales. Federica Mogherini, Alta Comisaria de Política Exterior de la Unión Europea, manifestó en su nombre que «La Unión Europea reitera su apoyo sólido a la unidad, soberanía e integridad territorial de Irak. Acciones unilaterales, tales como el referéndum propuesto, son contraproducentes y deben evitarse». España mostró una postura negativa hacia el referéndum tachándola de "anticonstitucional".

### A favor

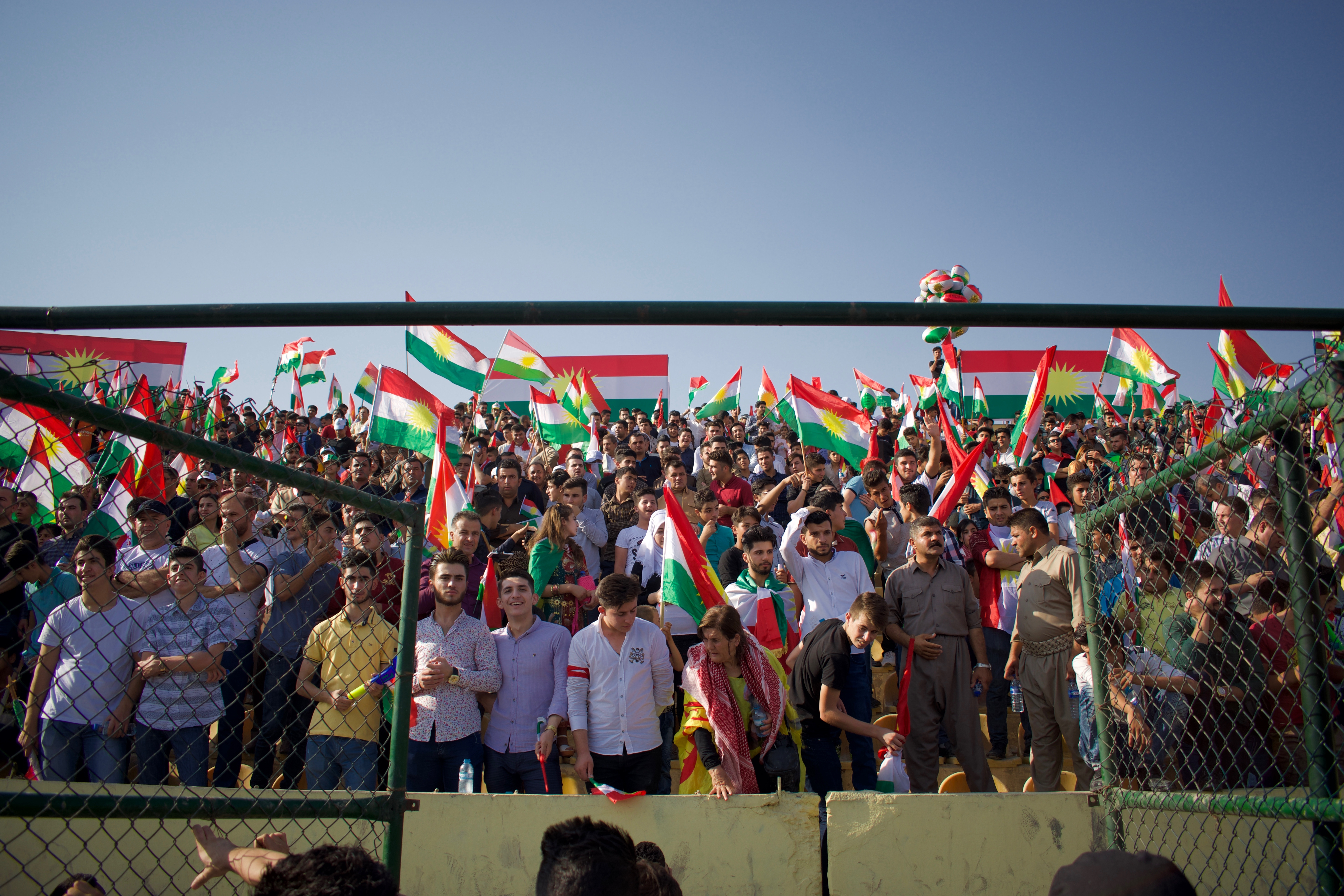
Independentistas celebrando el referéndum.

Israel anunció su total apoyo al referéndum; grupos políticos comunistas y anarquistas de Irak igualmente mostraron apoyo, el movimiento independentista de la región española de Cataluña "aplaudió" la decisión del Kurdistán. Pequeños grupos cristianos asirios, cristianos y chiitas árabes se mostraron a favor del referéndum solo si el nuevo Estado kurdo los reconocía como ciudadanos y respetarán sus territorios.

### Neutrales o sin postura específica
Solo Jordania se manifestó ante el referéndum y expresó que eso es un asunto interno de Irak, movimientos y organizaciones como los rebeldes sirios, Hezbolá o las Fuerzas de Movilización Popular evitaron pronunciarse, la autodenominada Federación Democrática de Siria Septentrional ubicada al norte de Siria, específicamente en el Kurdistán sirio, después del incidente de Sinyar en donde se enfrentaron a facciones del Kurdistán iraquí decidieron no tomar postura oficial sobre el referéndum. Fuera de oriente medio Rusia, Bulgaria y Grecia decidieron mantenerse neutrales.
A pesar de tener una postura en contra, la República de Turquía dio como opción al Kurdistán iraquí de reconocer el referéndum si esta rompía todas las relaciones con el Partido de los Trabajadores de Kurdistán (PPK) del Kurdistán turco, el cual el gobierno turco de Recep Tayyip Erdoğan considera como separatistas y terroristas.

## Consecuencias
El referéndum y los posteriores pronunciamientos políticos a favor de la independencia provocaron escaramuzas entre el gobierno federal de Irak y el gobierno regional del Kurdistán que finalmente el 15 de octubre terminaron en una intervención armada por parte del primero que aún sigue en curso.

## Resultados
Sí	92,73%
No	 7,27%
Sobre  3,440,616 votos válidos.

### En Irak
- Kurdistán Iraquí
  - Gobierno Regional de Kurdistán
  - Operación al-Anfal

### En Siria
- Rojava
  - Revolución de Rojava
  - Conflicto en el Kurdistán sirio

### En Turquía
- Kurdistán turco
  - Conflicto Turquía-Partido de los Trabajadores de Kurdistán

### En Irán
- Kurdistán iraní
  - Separatismo kurdo en Irán